# Katharinenkapelle (Treis)

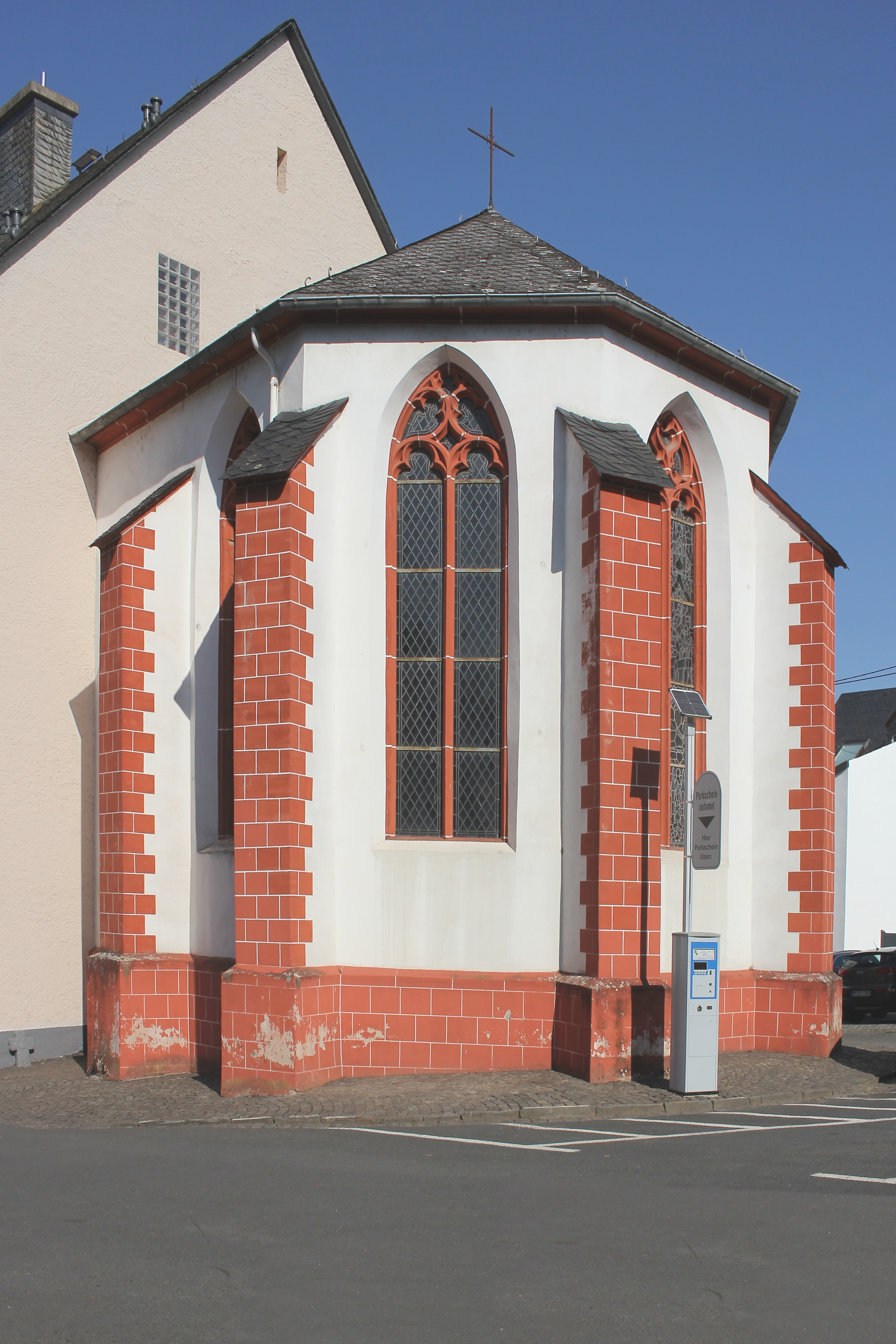
Erhaltener Teil der ehemaligen Pfarrkirche St. Katharina

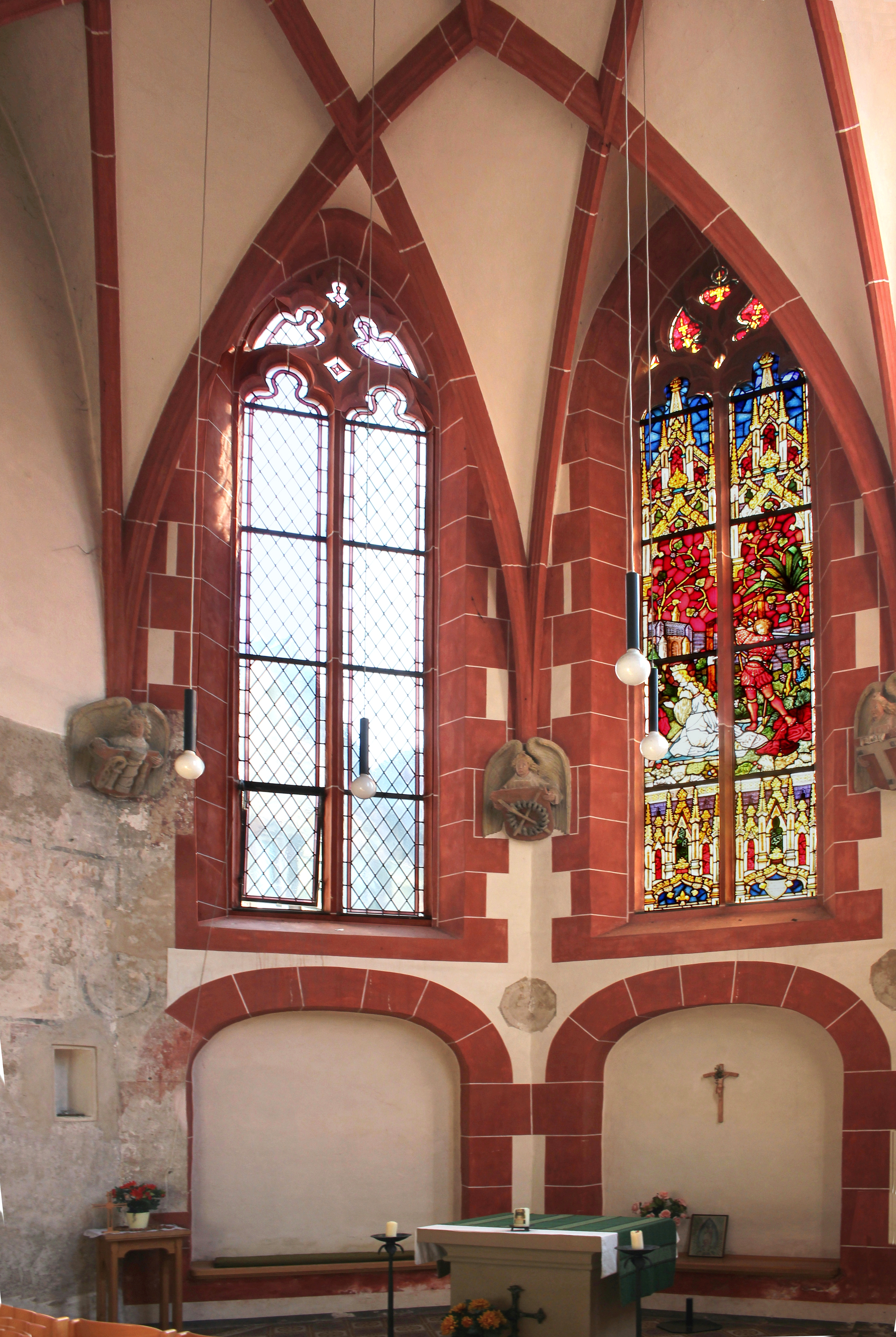
Chor der einstigen Kirche

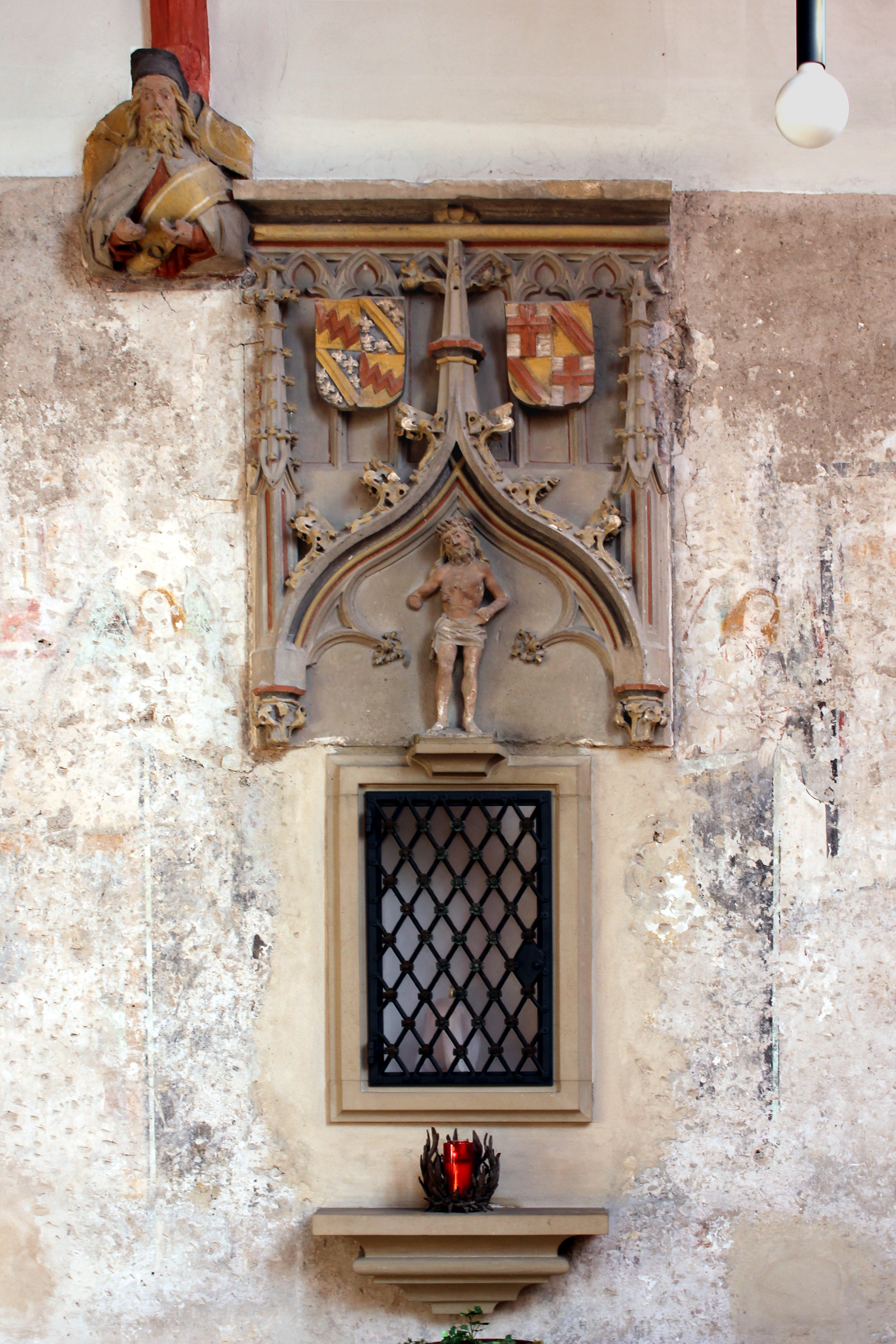
Relief über der Sakramentsnische

Die Katharinenkapelle in Treis-Karden ist die ehemalige katholische Pfarrkirche der früher selbstständigen Gemeinde Treis. Erhalten ist der Chor des Gebäudes; das Kirchenschiff wurde in den letzten Tagen des Zweiten Weltkriegs bei den Bombenangriffen auf die Moselbrücke im März 1945 zerstört. Der Chor ist seit den frühen 1950er-Jahren restauriert; unmittelbar angebaut ist seit 1950/51 das ehemalige Rathaus, seit 2016 „Haus Elisabeth“, eine Einrichtung des Klosters Ebernach.

## Geschichte
Eine Kirche in Treis ist 1353 urkundlich belegt und laut einem Visitationsprotokoll von 1569 als Pfarrkirche unter dem Patrozinium des heiligen Castors dem Stift Karden einverleibt. Erbaut wurde sie Mitte des 15. Jahrhunderts. Das Castor-Patrozinium bestand noch in der Visitation von 1656, wurde später aber durch das Patrozinium der heiligen Katharina ersetzt. Nach dem Bau der neuen Pfarrkirche St. Johannes der Täufer wurde die für die Gemeinde zu klein gewordene Katharinenkirche aufgegeben. 1881 ließ Pfarrer Schild das vorübergehend als Markthalle für den Flachsmarkt „und selbst als Vergnügungslokal“ genutzte Gebäude wieder instand setzen. Seit 1883 ist es mit Unterbrechungen und baulichen Veränderungen Kapelle.

## Architektur
Die Katharinenkapelle war und ist – so weit sie noch besteht – ein Bauwerk der Gotik aus glatt verputztem Bruchsteinmauerwerk mit Strebepfeilern. In das einstige dreischiffige, fast quadratische Kirchenschiff, innen etwa 12,2 m breit und 12,6 m lang, waren in der südwestlichen Ecke der Glockenturm und eine Eingangshalle einbezogen. Haupt- und Seitenschiffe waren von aus Rundsäulen herauswachsenden Netzgewölben überspannt. Je zwei hohe zweiteilige Spitzbogenfenster mit Maßwerk aus rotem Sandstein unterbrachen die Seitenwände links und rechts.
Der dreiseitig geschlossene Chor mit spitzbogigem Triumphbogen und Sterngewölbe war dem Kirchenschiff nach Osten vorgesetzt. Die auslaufenden Rippen des Gewölbes umschließen die drei Chorfenster und enden dort wie auch an den Seitenwänden an Konsolen. Unter den Fenstern sind flachbogige Nischen in die Wände eingearbeitet. Links in der Ecke zwischen Chor und linkem Seitenschiff war außen eine Herrschaftskapelle angebaut, die später als Sakristei diente. Den Eingang an der Südseite des Chors gab es ursprünglich nicht.

## Ausstattung
Die einst ausgemalte Kirche war reich geschmückt mit Statuen. An allen Wänden des Kirchenschiffs standen Heiligenfiguren. Der Hochaltar aus der Zeit um 1550 war ein Flügelaltar, dessen Bilder in die neue Kirche übertragen wurden. Verblieben ist ein 1,05 m breites und 1,60 m hohes Relief aus der Erbauungszeit als Abschluss der Sakramentsnische. Es zeigt links das Wappen der Stifterfamilie Pirmont-Ehrenberg und rechts das Wappen des Trierer Erzbischofs und Kurfürsten Johann II. von Baden, Unten in dem Relief steht fast vollplastisch ein Ecce Homo, eine Darstellung Jesu mit der Dornenkrone, wie ihn Pontius Pilatus nach der Geißelung dem Volk vorführte.
Die Schlusssteine des Gewölbes zeigen die segnende Hand Gottes und den Stern von Bethlehem. Die Konsolen unter den Gewölberippen sind halbfigurig als breitgeflügelte Engel ausgearbeitet, darüber zwei von Spruchbändern umschlungene Prophetenköpfe.
Die in dunklen Farben gehaltenen figürlichen Glasmalereien in den zweiteiligen Chorfenstern schuf 1882 (oder 1887) der Koblenzer Maler Josef Machhaus. Erhalten ist das mittlere dieser Fenster mit einer Darstellung der Enthauptung der heiligen Katharina. 1953 wurde das Fenster von den Glaskunstwerkstätten H. W. Eichhorn aus Boppard restauriert.
Drei Gemälde aus der alten Kirche hängen an der Rückwand der Kapelle. Das linke Bild zeigt den heiligen Sebastian; ein Engel zieht die Pfeile, mit denen er gemartert wurde, aus seinen Wunden. Im mittleren Bild ist Maria mit dem Kind in einem Sternenkranz dargestellt, im Gemälde rechts das Jüngste Gericht. Alle drei Bilder sind wahrscheinlich Werke des 18. Jahrhunderts.